# 尹崑崗
尹 崑崗（ユン・ゴンガン、朝鮮語: 윤곤강、1911年 - 1950年2月23日〈1949年〉）は、日本統治時代の朝鮮及び大韓民国の詩人。本貫は漆原尹氏。本名は尹 朋遠（ユン・ブンウォン、윤붕원）。
瑞山出身。1933年に専修大学を卒業後、1934年『詩学』同人の一員として文壇に登場した。初期には朝鮮プロレタリア芸術家同盟の一員として詩を書くも作風は退廃的で風刺的なものであった。解放後は朝鮮半島の伝統とその情緒への愛着などを題材とした。週刊同人誌『詩学』や、そのほか『ビンハ』、『動物詩集』、『サルアリ』や、詩論集として『詩と真実』などを執筆している。
1950年2月23日、宿痾により40歳で死去した。